# Кеміняска
Кеміняска (рум. Cămineasca) — село у повіті Джурджу в Румунії. Входить до складу комуни Скіту.
Село розташоване на відстані 37 км на південний захід від Бухареста, 32 км на північ від Джурджу.

## Населення
За даними перепису населення 2002 року у селі проживали 739 осіб, з них 736 осіб (99,6%) румунів. Усі жителі села рідною мовою назвали румунську.